# Prowadnica (żeglarstwo)
Prowadnica pot. szyna – podłużny profil wykonany najczęściej z aluminium bądź innego stopu metali lekkich służący do mocowania i regulacji położenia osprzętu pokładowego np. bloków szotowych. Prowadnice wykorzystuje się zarówno na jednostkach śródlądowych, jak i morskich.
Szyna może być mocowana do pokładu, masztu, pokładówki lub innych wytrzymałych elementów. Jej rola polega na umożliwieniu regulacji położenia bloków i elementów przenoszących naprężenia lin, a tym samym zmianę rozkładu sił napinających. W ogólności można rozróżnić: prowadnice żagli przymasztowych, sztaksli, żagli wolno stojących, spinakerbomu, want, baksztagów i inne.
Wyposażenie jachtu w prowadnice i ich liczba zależy od jego przeznaczenia. I tak jachty turystyczne są z reguły wyposażane w mniejszą ich liczbę niż jachty regatowe. Większa liczba prowadnic umożliwia precyzyjniejsze wykorzystanie ożaglowania i tym samym efektywniejsze wytwarzanie siły aerodynamicznej.
W przypadku prowadnic szotowych przesuwanie bloków powoduje zmianę stosunku sił napinających lik wolny oraz lik dolny. W ten sposób możliwa jest kontrola wybrzuszenia żagla oraz jego skrętu, co odgrywa znaczącą rolę w przypadku jednostek regatowych.